# Polestar 2
De Polestar 2 is een vijfdeurs volledig elektrisch aangedreven fastback geproduceerd door het Chinees-Zweedse merk Polestar.

## Geschiedenis
De Polestar 2 is, na de Polestar 1, het tweede model dat werd gelanceerd door Polestar, sinds het in 2017 als zelfstandig elektrisch automerk werd opgericht door Volvo Cars en Geely Holding. De Polestar 2 werd 27 februari 2019 online gelanceerd en enkele dagen later, op 7 maart 2019, tijdens de Autosalon van Genève aan het publiek getoond. In maart 2020 werd de productie van de Polestar 2 in Luqiao, China opgestart.

## Kenmerken
Het ontwerp van de Polestar 2 is gebaseerd op de Volvo Concept 40.2, een conceptcar die in mei 2016 werd gepresenteerd en destijds bedoeld was als voorbode voor een nieuwe generatie Volvo 40-serie. Nieuw voor de Polestar is de achterlichtpartij die aan de hand van een doorlopende lichtbalk met elkaar wordt verbonden en het front met Polestar Pixel led-koplampen. Het ontwerp is van de hand van Thomas Ingenlath, ontwerpdirecteur van Volvo en de CEO van Polestar.
De Polestar 2 is de eerste productieauto die gebruik maakt van Android Automotive OS, een speciaal voor auto's ontwikkeld en volledig geïntegreerd besturingssysteem van Google. Optioneel is de 2 leverbaar met een Performance pakket, bestaande uit onder andere een krachtigere reminstallatie van Brembo, Öhlins-dempers en 20-inch lichtmetalen wielen.

### Motoren
Vanaf de introductie werd de Polestar 2 aangedreven door twee elektromotoren die samen goed zijn voor een vermogen van 300 kW (408 pk) en was gekoppeld aan een 78 kWh batterij waarmee een actieradius bereikt kan worden van 470 km (WLTP). Hiermee was de 2 in staat in 4,7 seconden naar 100 km/u te accelereren en een topsnelheid van 225 km/u te bereiken.
In 2021 werd het modelgamma uitgebreid met twee extra varianten, beide met een enkele elektromotor. Een jaar later werden een reeks aanpassingen geïntroduceerd, waaronder grotere accucapaciteit voor de Single Motor-versie.

### Facelift
De Polestar 2 kreeg begin 2023 een facelift. De grille werd vervangen door een semi-dicht paneel – door Polestar SmartZone genoemd – met daarin een naar voren gerichte camera en radar ondergebracht. De aandrijving is veranderd van voor- naar achterwielaandrijving voor de versies met een enkele elektromotor, en voor alle versies werden nieuwe krachtigere accu's en elektromotoren geïntroduceerd.

### Modelgamma
| Model                       | Vermogen        | Koppel | Accu (bruto cap.) | Aandrijving                   | Leverperiode      | Acceleratie | Topsnelheid |
| --------------------------- | --------------- | ------ | ----------------- | ----------------------------- | ----------------- | ----------- | ----------- |
| Single Motor                | 165 kW (225 pk) | 330 Nm | 64,0 kWh          | 1 elektromotor, voorwielen    | 03/2021 - 02/2022 | 7,4 sec.    | 160 km/u    |
| Single Motor                | 170 kW (231 pk) | 330 Nm | 69,0 kWh          | 1 elektromotor, voorwielen    | 03/2022 - 03/2023 | 7,4 sec.    | 160 km/u    |
| Standard Range Single Motor | 200 kW (272 pk) | 490 Nm | 69,0 kWh          | 1 elektromotor, achterwielen  | 04/2023 - heden   | 6,4 sec.    | 205 km/h    |
| Single Motor                | 170 kW (231 pk) | 330 Nm | 78,0 kWh          | 1 elektromotor, voorwielen    | 03/2021 - 03/2023 | 7,4 sec.    | 160 km/u    |
| Long Range Single Motor     | 220 Kw (299 pk) | 490 Nm | 82,0 kWh          | 1 elektromotor, achterwielen  | 04/2023 - heden   | 6,2 sec.    | 205 km/h    |
| Dual Motor Intro            | 300 kW (408 pk) | 660 Nm | 78,0 kWh          | 2 elektromotoren, vier wielen | 04/2020 - 02/2021 | 4,7 sec.    | 225 km/u    |
| Dual Motor Launch Edition   | 300 kW (408 pk) | 660 Nm | 78,0 kWh          | 2 elektromotoren, vier wielen | 03/2021 - 02/2022 | 4,7 sec.    | 205 km/u    |
| Dual Motor                  | 300 kW (408 pk) | 660 Nm | 78,0 kWh          | 2 elektromotoren, vier wielen | 03/2022 - 03/2023 | 4,7 sec.    | 205 km/u    |
| Long Range Dual Motor       | 310 kW (421 pk) | 740 Nm | 82,0 kWh          | 2 elektromotoren, vier wielen | 04/2023 - heden   | 4,5 sec.    | 205 km/h    |
| Dual Motor Performance      | 350 kW (476 pk) | 680 Nm | 78,0 kWh          | 2 elektromotoren, vier wielen | 03/2022 - 03/2023 | 4,4 sec.    | 205 km/u    |
| Dual Motor Performance      | 350 kW (476 pk) | 740 Nm | 82,0 kWh          | 2 elektromotoren, vier wielen | 04/2023 - heden   | 4,2 sec.    | 205 km/h    |

### Gelimiteerde versies
In 2022 werd de BST Edition 270 uitgebracht in een gelimiteerde wereldwijde oplage van 270 stuks. Deze versie onderscheidde zich van de reguliere modellen door kortere en twintig procent stijvere veren, tweevoudig verstelbare dempers van Öhlins, een veerbootbrug, speciale 21-inch lichtmetalen wielen en in carrosseriekleur gespoten bumpers en sideskirts. Daarnaast was de Dual Motor in plaats van 300 kW (408pk) via een software-update naar 350 kW (476pk) opgevoerd.
Een jaar later kwam Polestar met de BST Edition 230. De wereldwijde oplage was 230 stuks, en afgezien van andere kleuren en materiaalgebruik was deze versie gelijk aan de BST Edition 270.

## Galerij

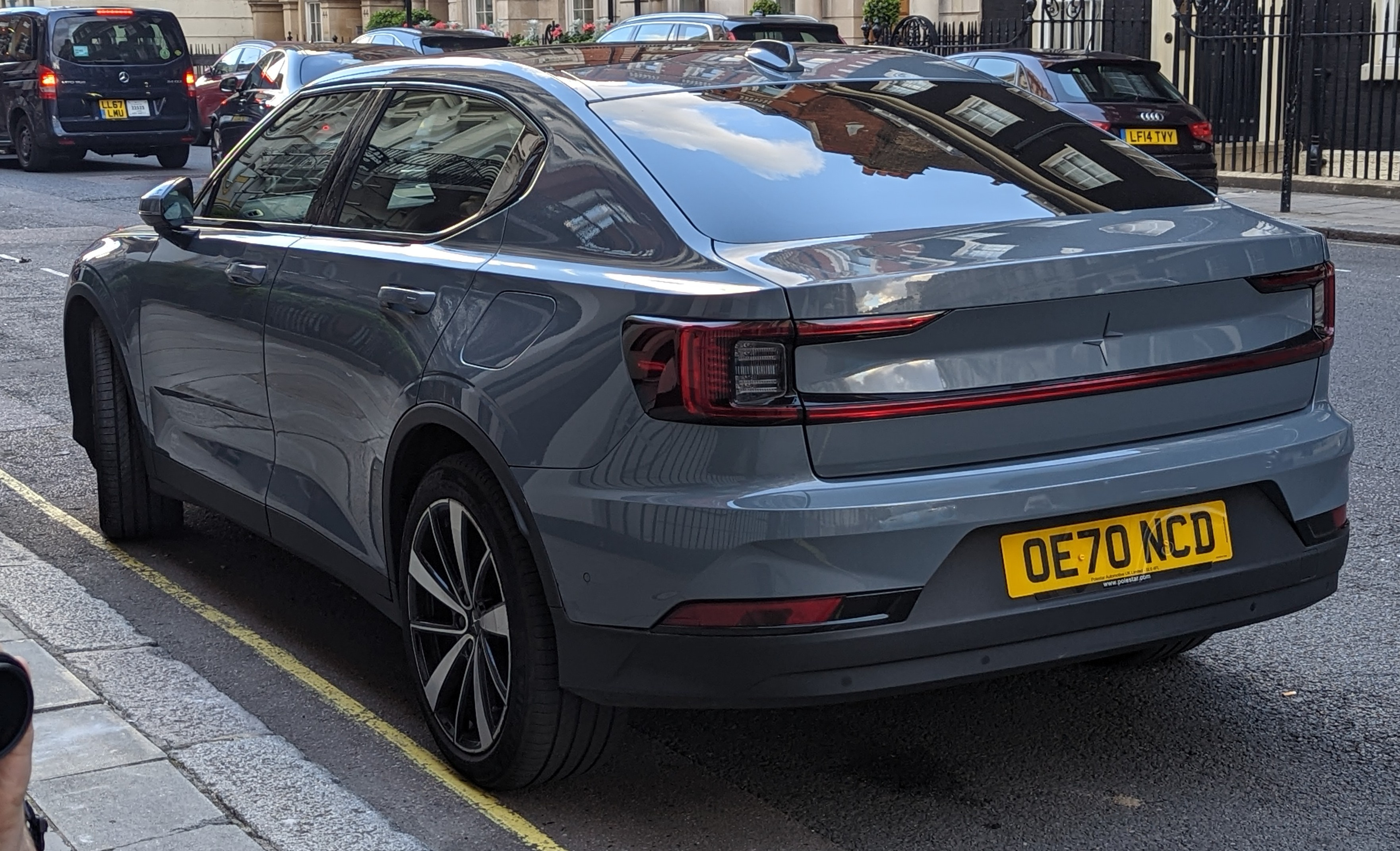
2020 Polestar 2
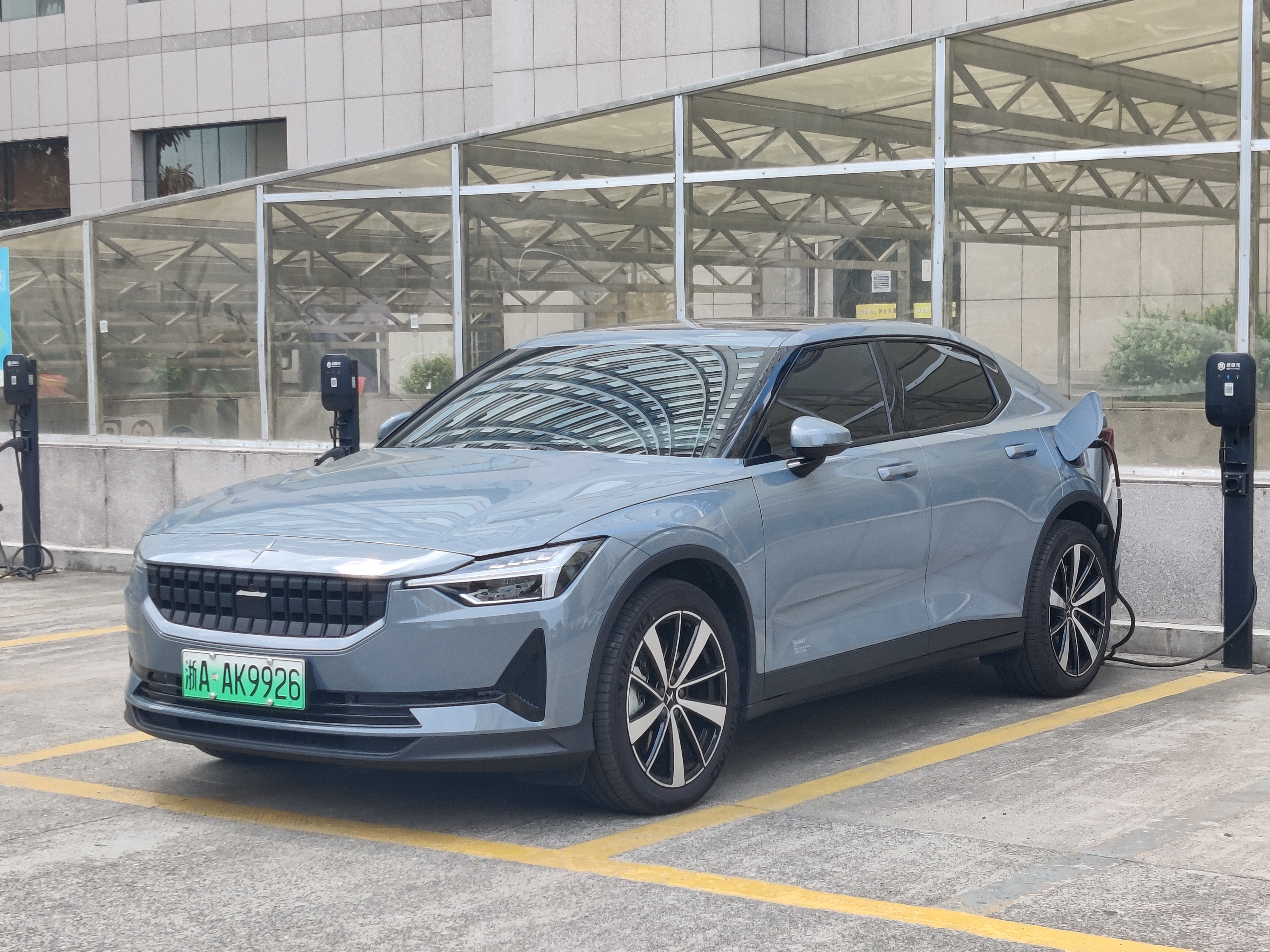
2022 Polestar 2
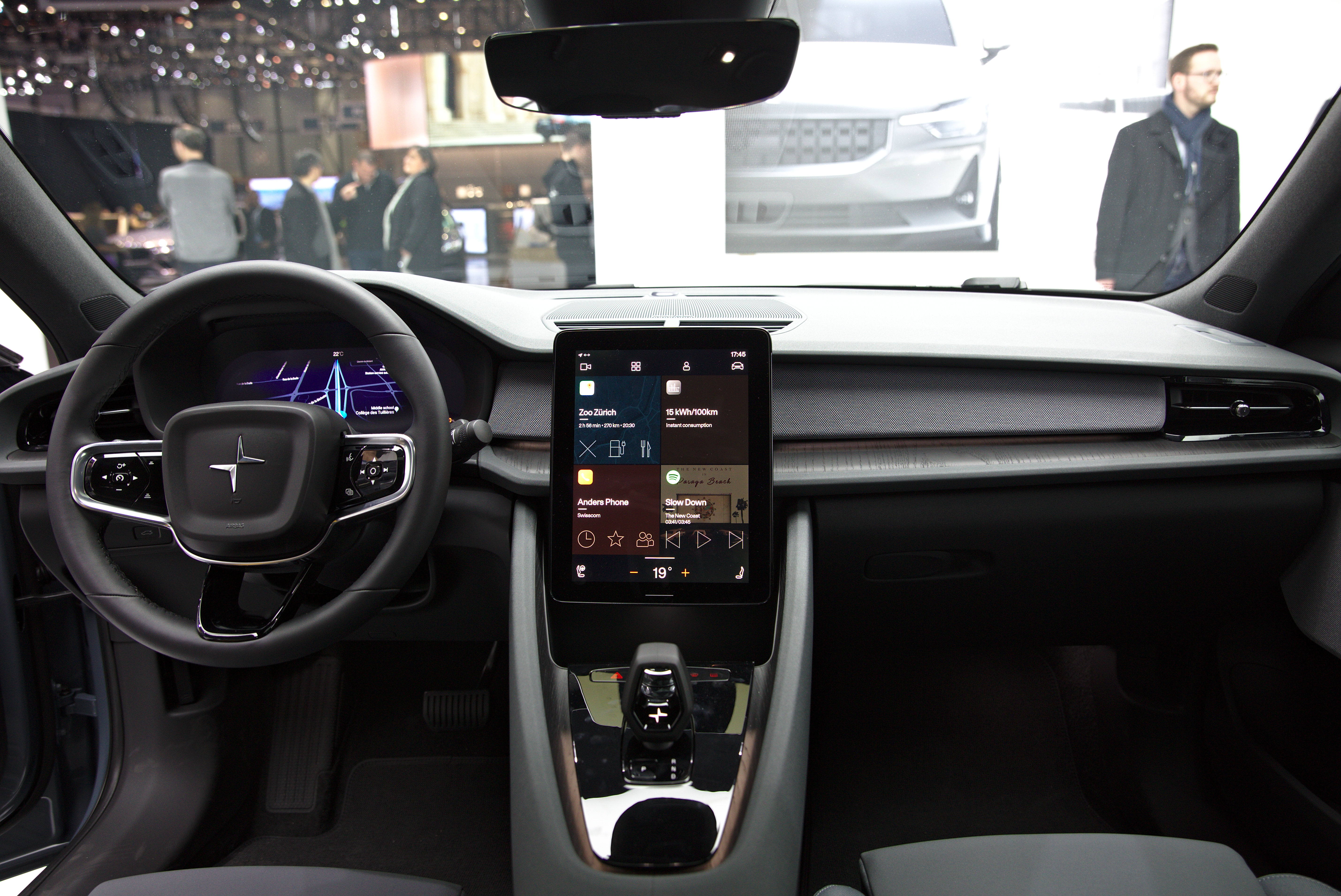
2019 Polestar 2 (pre-productie)
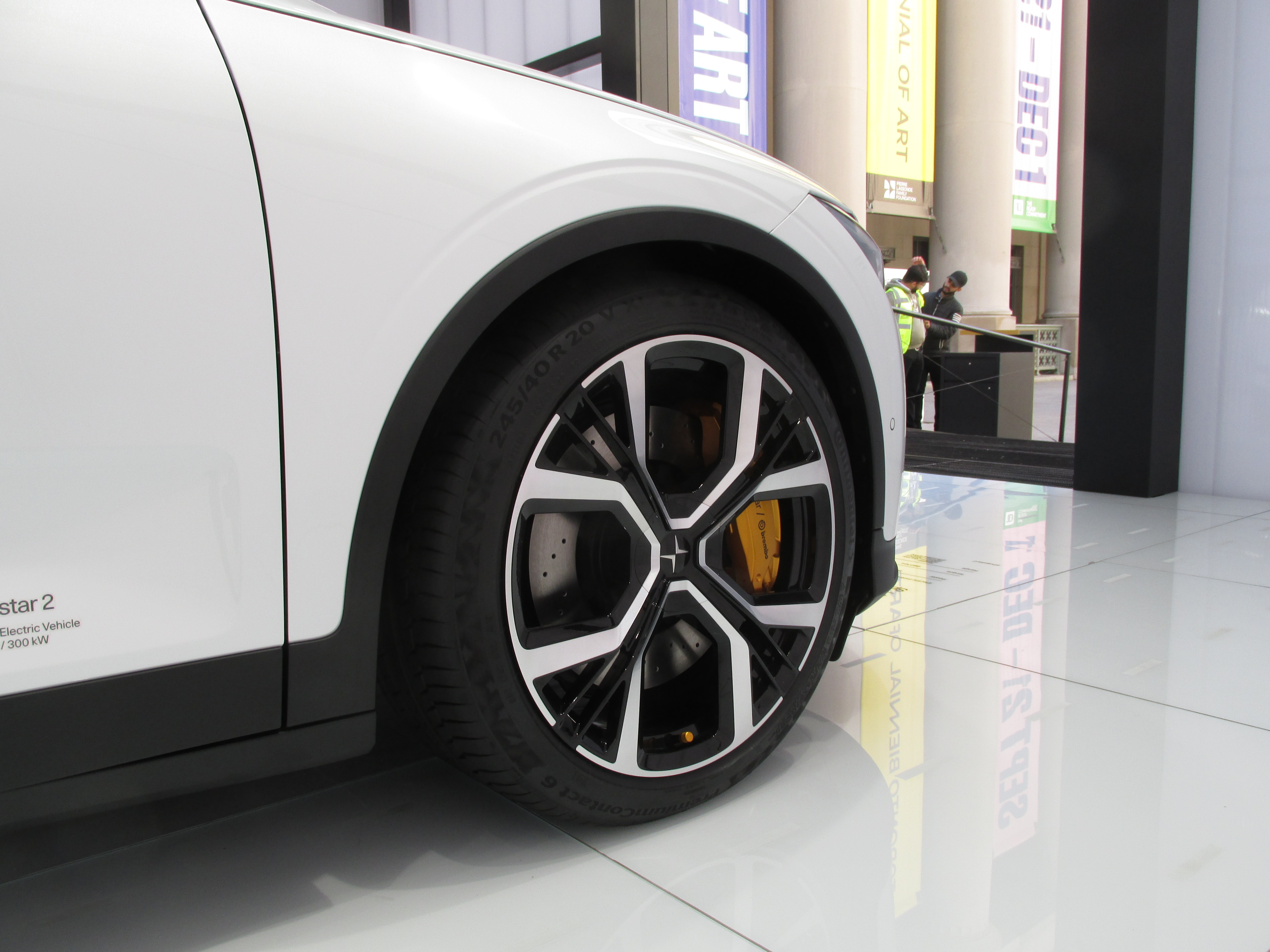
2019 Polestar 2 (pre-productie)
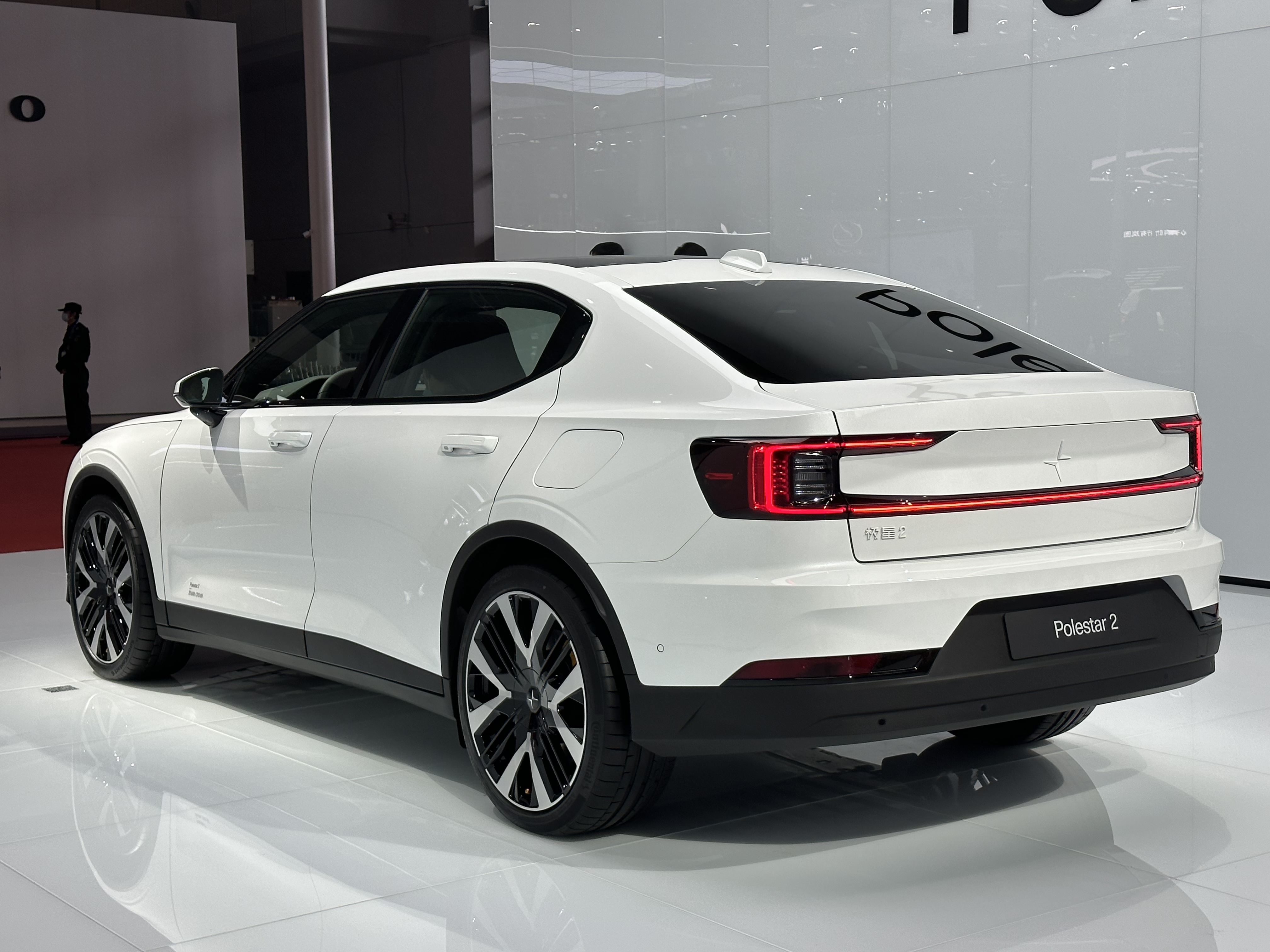
2023 Polestar 2 (facelift)
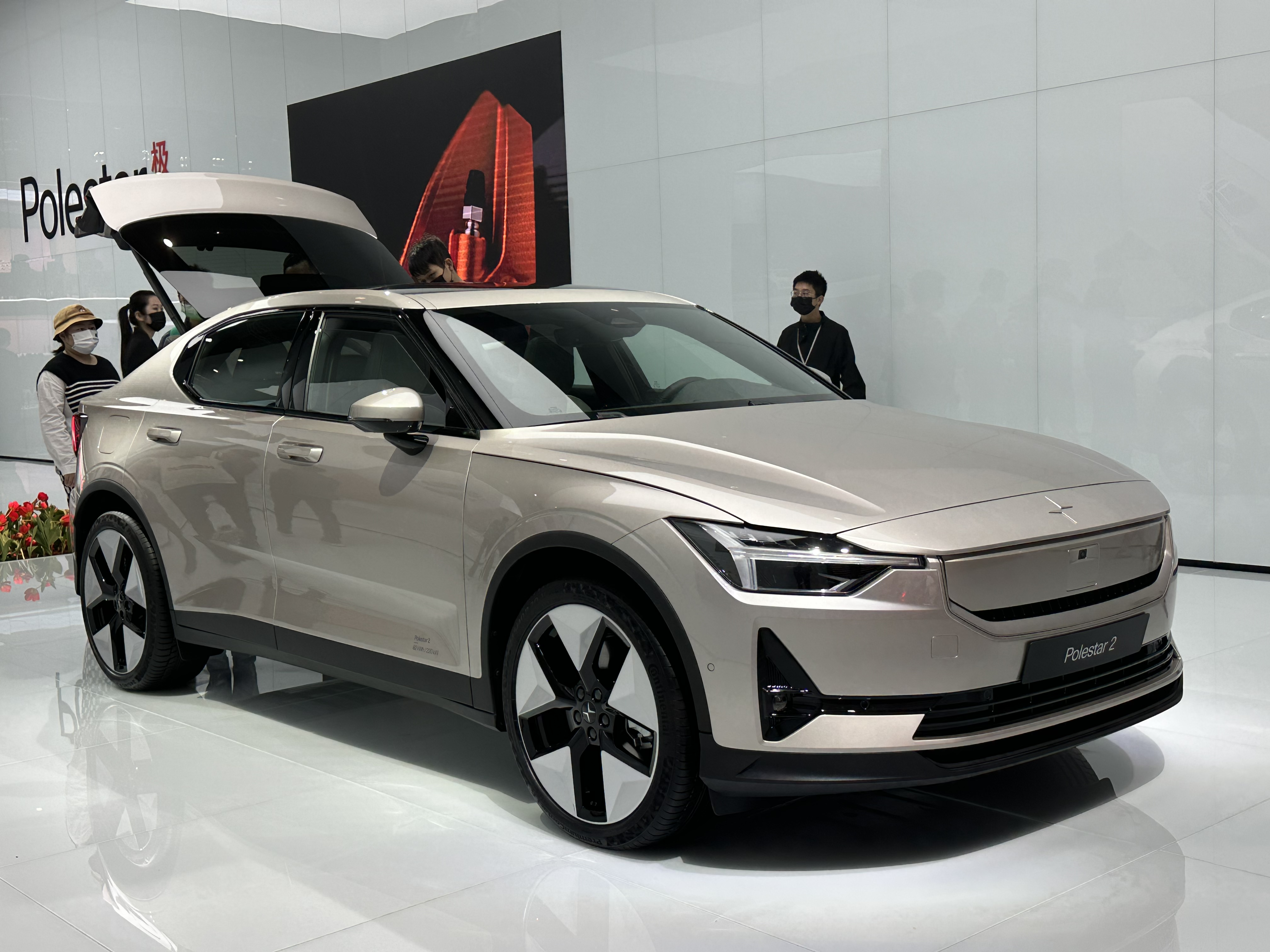
2023 Polestar 2 (facelift)
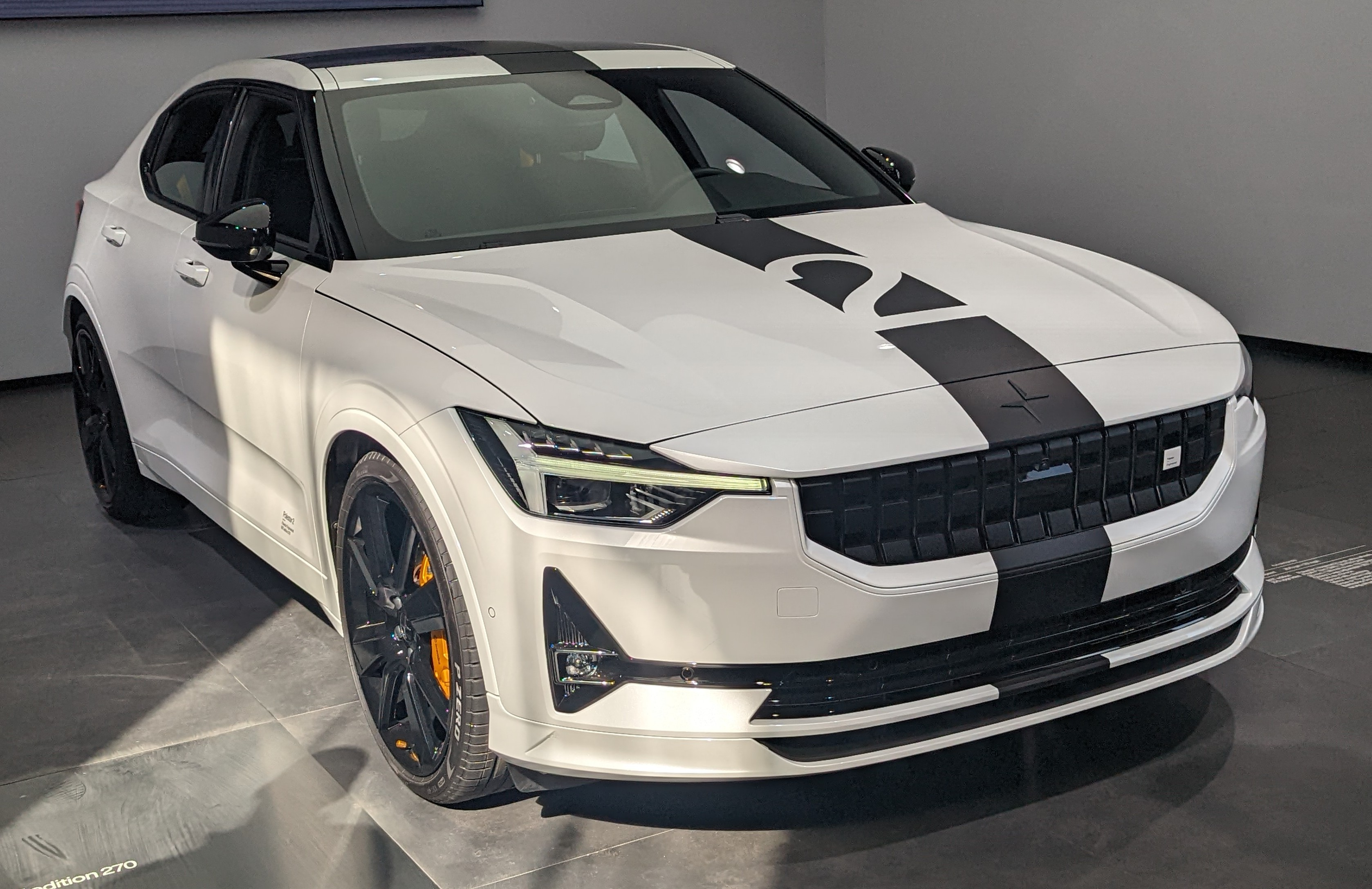
2022 Polestar 2 BST Edition 270
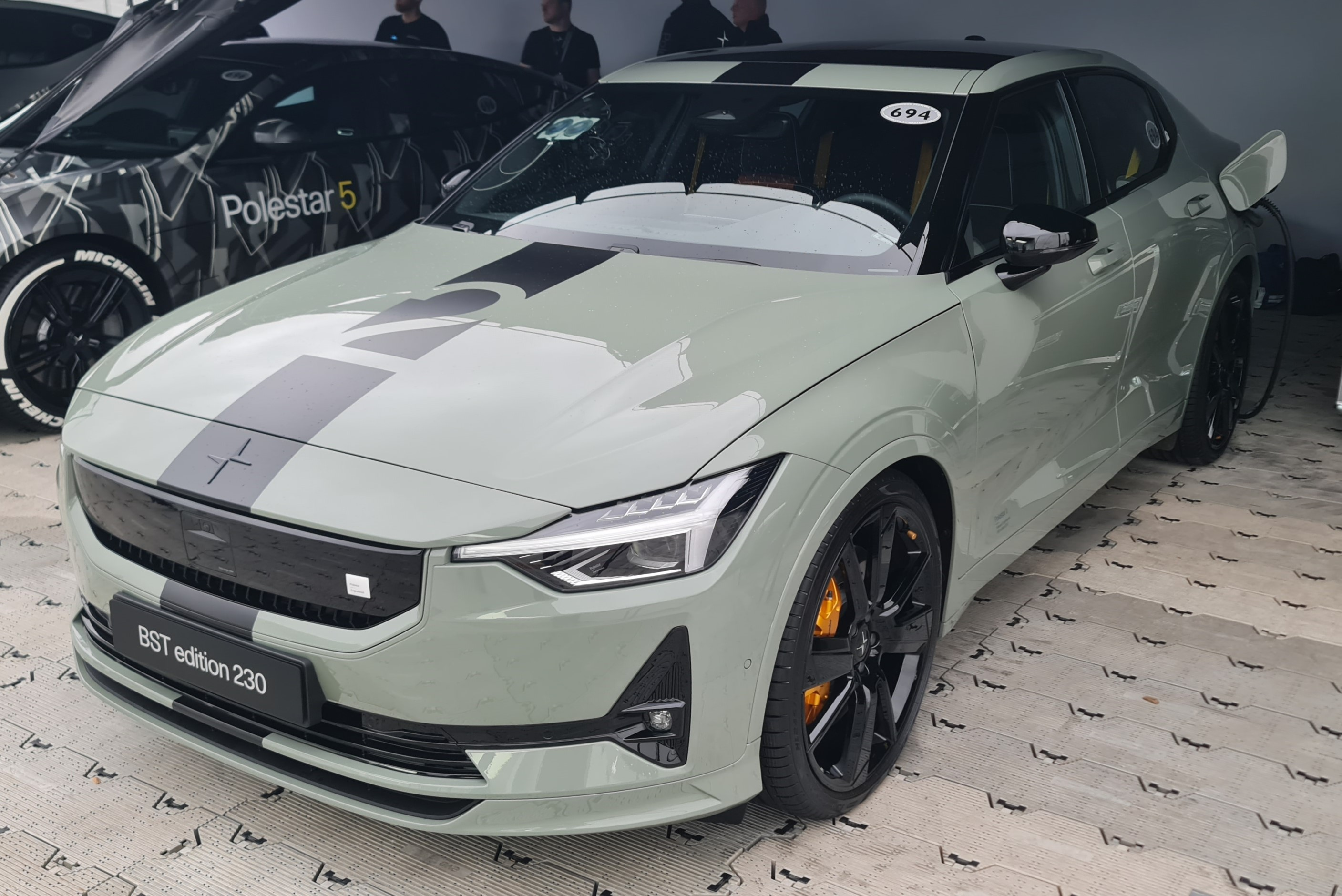
2023 Polestar 2 BST Edition 230